# Mazda CX-60
La Mazda CX-60 est un SUV du constructeur automobile japonais Mazda produit à partir de 2022.

## Présentation

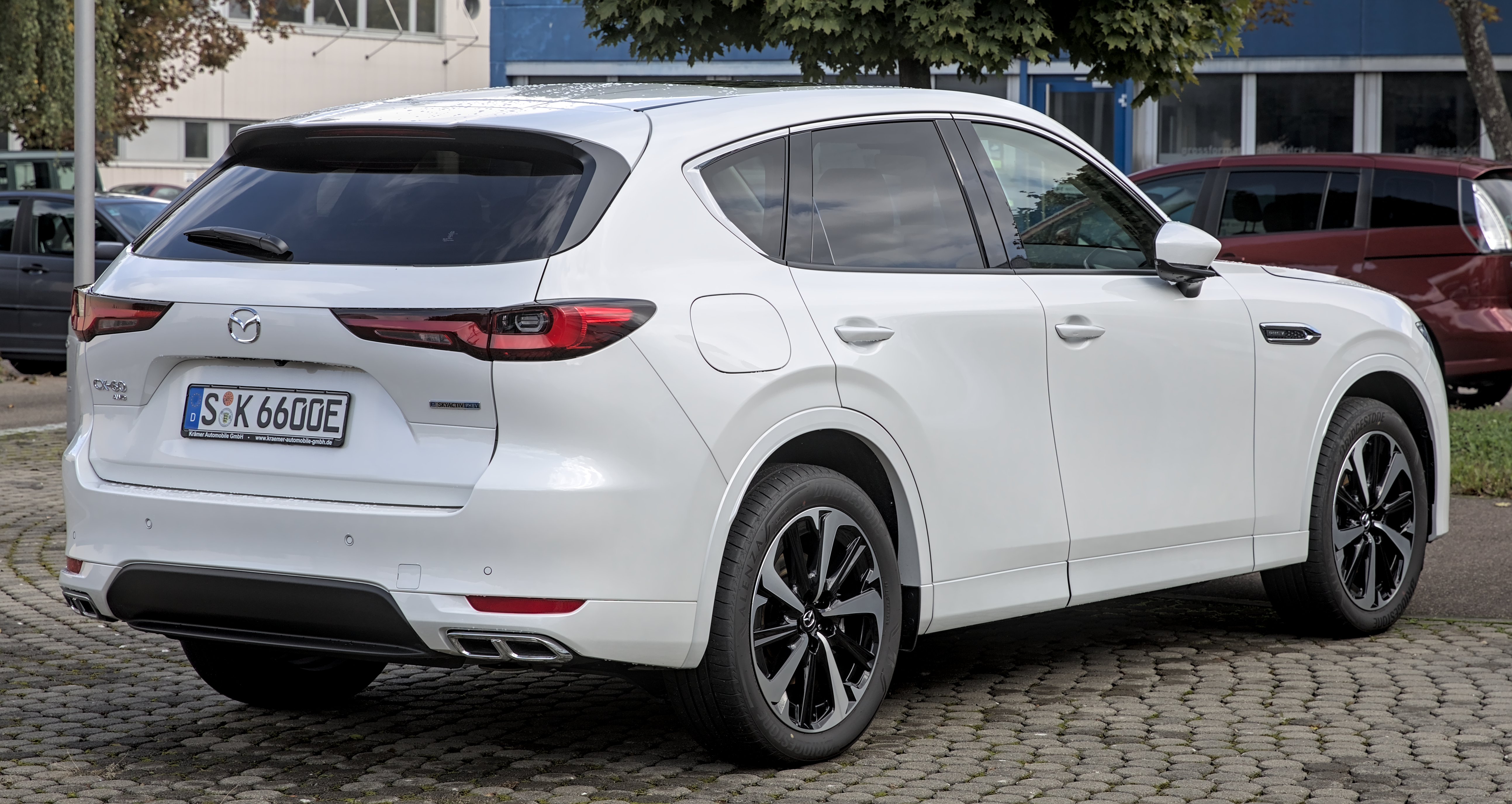
Vue arrière

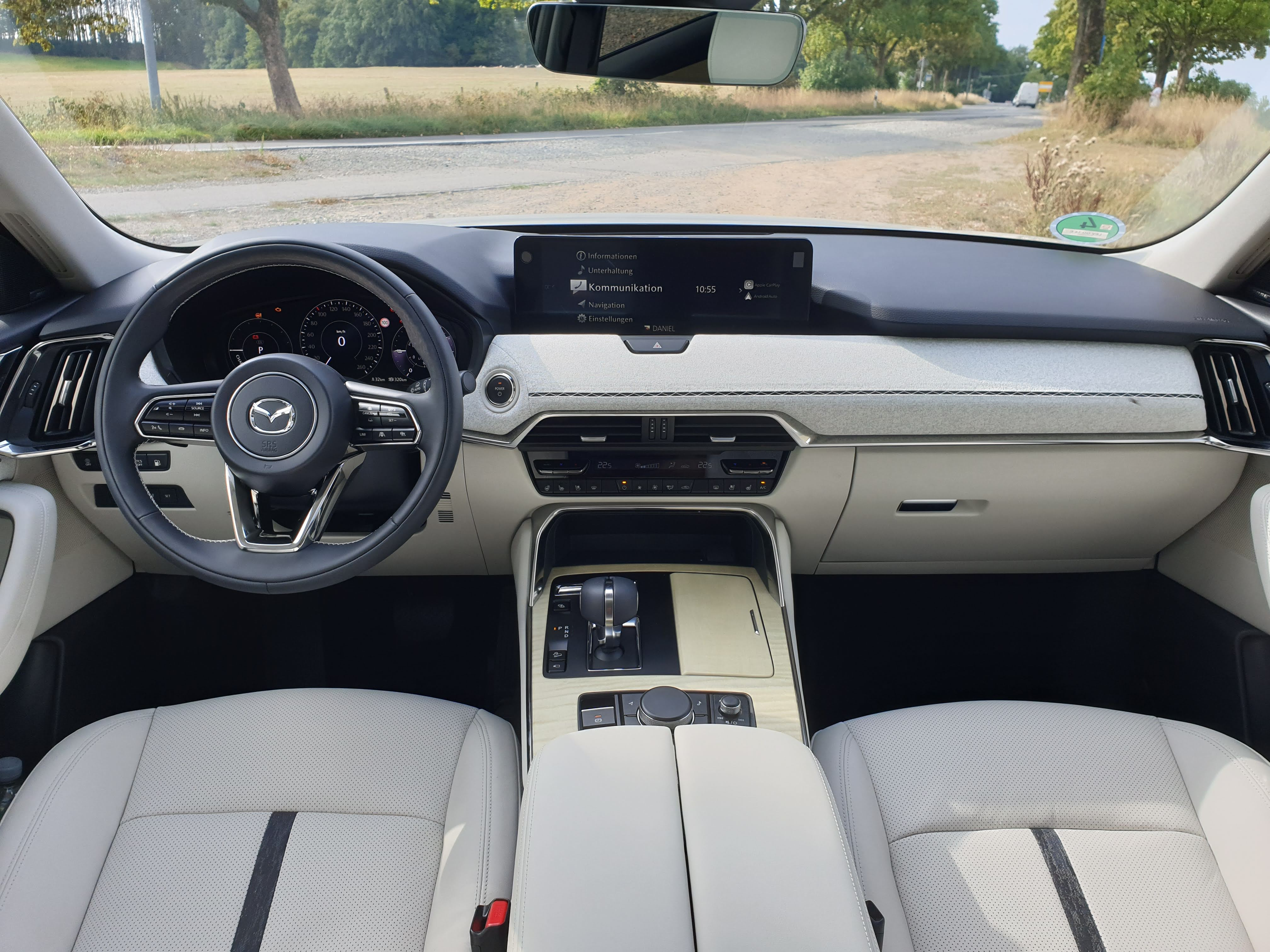
Intérieur

La Mazda CX-60 est présentée au Japon le 8 mars 2022 dans le cadre du nouveau «grand groupe de produits» de Mazda, qui comprend une gamme de véhicules plus grands utilisant une disposition à traction arrière et à traction intégrale,. Avec la CX-60, Mazda passe à une configuration à propulsion arrière et, ainsi, tient à monter en gamme. Elle entre en concurrence directe avec les BMW X3, Audi Q5, Volvo XC60 ou autre Lexus NX.
Il se positionne sur le segment D-SUV, mais propose seulement 5 places. Le modèle est un véhicule à deux rangées qui utilise une traction intégrale permanente à polarisation arrière commercialisé sous le nom de "i-Activ AWD". Il dispose également d’un système de contrôle de la posture cinématique qui applique les freins à la roue arrière intérieure pour contenir le roulis de la carrosserie,,.

## Caractéristiques techniques
La CX-60 repose sur une toute nouvelle plateforme technique baptisée Premium Multisolution Architecture (PMA). Il s'agit du tout premier véhicule de la marque à être équipée d'une motorisation hybride rechargeable. Le modèle essence hybride rechargeable (PHEV) sera la première variante à être lancée. Il utilise le moteur Skyactiv-G de 2,5 litres existant combiné à un moteur électrique et une batterie lithium-ion de 17,8 kWh, ce qui donne des puissances combinées de 241 kW (323 ch; 328 PS) et 500 N⋅m de couple. Il a une capacité de remorquage de 2 500 kg (5 512 livres) avec un chiffre du 0 à 100 km/h (0 à 62 mph) revendiqué à 5,8 secondes,,. La vitesse maximale en mode électrique uniquement est de 140 km/h ou 90 mph.
Les autres options de moteur comprennent deux unités nouvellement développées, qui sont le moteur diesel e-Skyactiv D de 3,3 litres et le moteur essence e-Skyactiv X de 3,0 litres avec technologie d’allumage par compression, les deux unités six cylindres en ligne avec système à hybridation légère de 48V sortiront respectivement fin 2022 et en 2023. Chaque CX-60 sera équipé d’une boîte de vitesses automatique à 8 rapports avec embrayage multidisque et moteur/générateur électrique intégré qui remplace le convertisseur hydraulique en tant qu’embrayage d’entrée afin de préserver les performances en virage avec un système à propulsion arrière,,.
Le moteur diesel e-Skyactiv-D est décliné en deux versions : l'une délivrant une puissance de 200 ch aux roues arrière, et l'autre délivrant 254 ch avec une transmission intégrale. Cette dernière motorisation réalise le 0 à 100 km/h en 7,4 s ; sa vitesse de pointe atteint 219 km/h. La version de 200 ch rejette 127 g/km de CO2 , contre 137 g/km pour la version de 254 ch.

### Motorisations
| Logo de Mazda                | Mazda CX-60                                                      | Mazda CX-60                                                     | Mazda CX-60                                                      |
| Logo de Mazda                | 2.5 e-Skyactiv Hybrid                                            | 3.3 e-SkyActiv-D                                                | 3.3 e-SkyActiv-D                                                 |
| ---------------------------- | ---------------------------------------------------------------- | --------------------------------------------------------------- | ---------------------------------------------------------------- |
| Moteur                       | 4-cylindres essence + moteur électrique                          | 6-cylindres diesel                                              | 6-cylindres diesel                                               |
| Admission                    | Atmosphérique                                                    | Atmosphérique                                                   |                                                                  |
| Cylindrée (cm³)              | 2488                                                             | 3283                                                            | 3283                                                             |
| Puissance maximale ch (kW)   | Thermique : 191 (141) Électrique : 136 (100) Cumulée : 327 (241) | Thermique : 175 (129) Électrique : 17 (12,4) Cumulée : 192(143) | Thermique : 238 (175) Électrique : 17 (12,4) Cumulée : 254 (187) |
| au régime de (tr/min)        | 6000                                                             | 3600 à 4200                                                     | 3600 à 4200                                                      |
| Couple maximal (N m)         | Thermique : 261 Électrique : 250 Cumulé : 500                    | Électrique : 153 Cumulé : 450                                   | Électrique : 153 Cumulé : 500                                    |
| au régime de (tr/min)        | 4000                                                             | 1400 à 3000                                                     | 1400 à 3000                                                      |
| Boîte de vitesses            | Automatique à 8 rapports                                         | Automatique à 8 rapports                                        | Automatique à 8 rapports                                         |
| Transmission                 | Intégrale                                                        | Propulsion                                                      | Intégrale                                                        |
| Vitesse maximale (km/h)      | Hybride : 200 Électrique : 100                                   | 212                                                             | 219                                                              |
| 0-100 km/h (s)               | 5,8                                                              | 8,4                                                             | 7,4                                                              |
| Consommation (ℓ/100 km)      | 1,6                                                              | 5,2                                                             |                                                                  |
| Émissions de CO2 (g/km)      | 33                                                               | 128                                                             | 139                                                              |
| Capacité du réservoir (ℓ)    | 50                                                               | 58                                                              |                                                                  |
| Masse à vide (kg)            | 1980                                                             | 1903                                                            | 1937                                                             |
| Norme environnementale       | Euro 7                                                           | Euro 7                                                          | Euro 7                                                           |
| Batterie                     |                                                                  |                                                                 |                                                                  |
| Type                         | Lithium-ion                                                      |                                                                 |                                                                  |
| Capacité (kWh)               | 17,8                                                             |                                                                 |                                                                  |
| Autonomie en électrique (km) | 63 à 68                                                          |                                                                 |                                                                  |
| Masse (kg)                   | 175,1                                                            |                                                                 |                                                                  |

## Finitions
Finitions disponibles en France, au lancement du CX-60 :
- Prime-Line
- Exclusive-Line
- Homura
- Takumi